# Josip Lucić
General zbora Josip Lucić (Posavski Podgajci kod Županje, 26. travnja 1957.), hrvatski general, bivši načelnik Glavnog stožera Oružanih snaga Republike Hrvatske.
Osnovnu i srednju školu završio je u Zagrebu. Godine 1984. diplomirao je na Kinezološkom fakultetu Sveučilišta u Zagrebu, 1988. stekao je naslov magistra kineziologije, a 2012. naslov doktora znanosti.

## Vojna karijera
U studenom 1990. godine dragovoljno pristupa u postrojbe MUP-a, gdje je obnašao dužnosti zamjenika zapovjednika specijalne bojne Rakitje i zapovjednik specijalne bojne Rakitje. Sudjelovao je u uspostavljanju i organizaciji obuke antiterorističke policijske bojne. Od svibnja 1991. do prosinca 1991. bio je zapovjednik 1. gardijske brigade "Tigrovi". Kao prvi zapovjednik 1. brigade ZNG pomaže pri formiranju druge, treće i četvrte profesionalne brigade ZNG, te Gorskog zdruga, satnije za obuku iz Alpinizma, orijentacije, skijanja i gorskih vodiča. S 1. brigadom zaustavlja napredovanje JNA na pravcu Stara Gradiška – Okučani, uz uspostavljenu crtu obrane ispred Novske.  
Od prosinca 1991. do travnja 1992. obnašao je dužnost pomoćnika načelnika Glavnog stožera za kopnenu vojsku te sudjeluje u procesu organizacije i obuke Hrvatske kopnene vojske. Od travnja 1992. do lipnja 1992. zapovjednik je Zbornog područja Osijek. Nakon što je potpisan prekid vatre i zatim primirje, uspostavlja mir u Istočnoj Slavoniji, pod njegovim zapovjedništvo stvaraju se uvjeti za dolazak mirovnih snaga UN. Od lipnja 1992. do prosinca 1992. obnašao je dužnost pomoćnika ministra i načelnika Personalne uprave MORH-a. Od prosinca 1992. do veljače 1996. obnašao je dužnost glavnog inspektora u Glavnom inspektoratu MORH-a. U veljači 1996. godine obnaša dužnost zapovjednika Hrvatskog vojnog učilišta "Petar Zrinski".
Dana 20. listopada 2000. godine došao je na mjesto zamjenika načelnika GS OS RH, a vrhovni zapovjednik OS RH Stjepan Mesić imenovao ga je 16. siječnja 2003. za načelnika GS OS RH. Istekom petogodišnjeg mandata 16. siječnja 2008. formalno je razriješen dužnosti. Ponovno je imenovan na tu dužnost 28. veljače 2008., čime je postao prvi načelnik Glavnog stožera koji tu dužnost obavlja u dva mandata. Godine 2011. razriješen je dužnosti načelnika GS.

## Odlikovanja
General Josip Lucić odlikovan je sljedećim odlikovanjima:
- Velered kralja Petra Krešimira IV. s lentom i Danicom
- Red kneza Domagoja s ogrlicom,[2]
- Red Nikole Šubića Zrinskog
- Red bana Jelačića
- Red Ante Starčevića
- Red hrvatskog trolista
- Red hrvatskog pletera
- Spomenica domovinskog rata
- Spomenica domovinske zahvalnosti za 5 godina časne službe
- Spomenica domovinske zahvalnosti za 10 godina časne službe[3]
- Legion of Merit (SAD)
- Grand Officer (CISM)
- Medaljom "Bljesak"
- Medaljom "Oluja"
- Medaljom "Iznimni pothvat"

## Ostale dužnosti
- Član Vijeća za obranu i nacionalnu sigrnost (VONS)
- Član vojnog savjeta
- Predsjednik Savjeta za sustav zapovijedanja (SUZA)
- Predsjednik Višeg vojnog suda
- Predsjednik hrvatske delegacije u Međunarodnom vijeću za vojni sport (CISM)
- Predsjednik Organizacijskog odbora 2. svjetskih vojnih igara u Zagrebu 1999. godine

## Privatni život
General Lucić je oženjen, te ima dva sina.

## Vanjske poveznice
|  | Zajednički poslužitelj ima još gradiva o temi Josip Lucić |